# COMG!

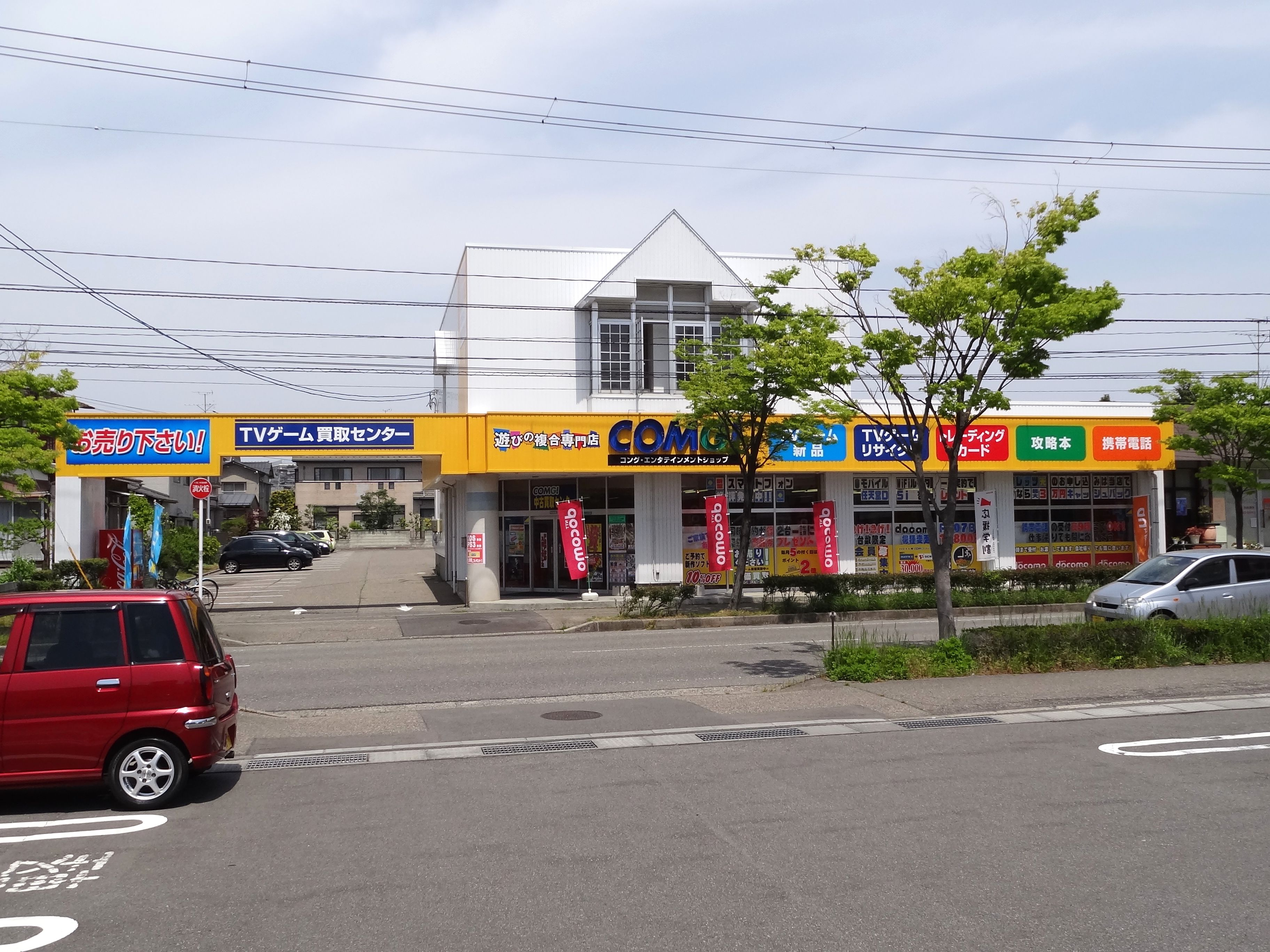
COMG!小針店

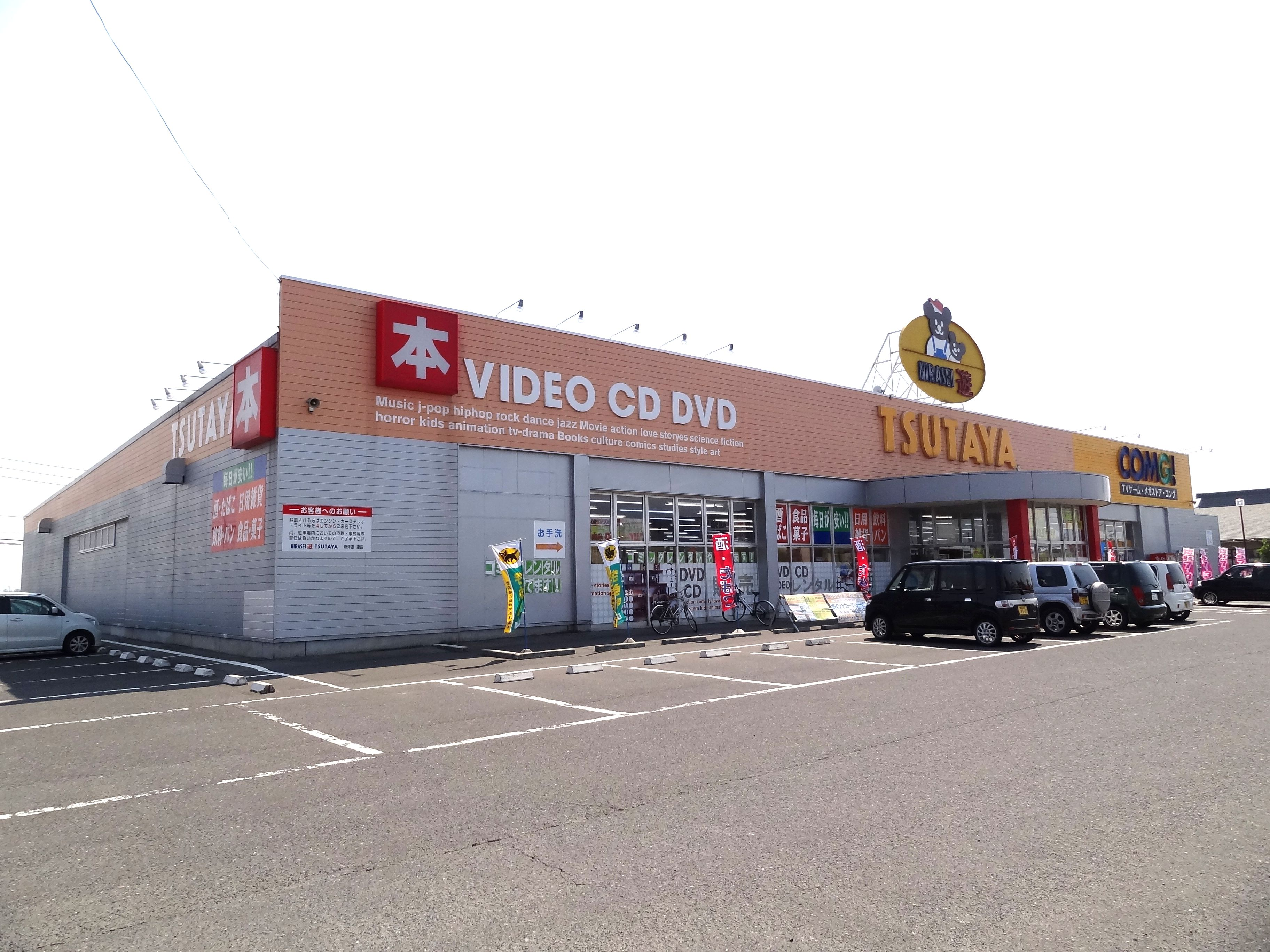
COMG!新津さつき野店（HIRASEI遊TSUTAYA併設）

COMG!（コング!）は、新潟県内でフランチャイズチェーン（FC）を展開するゲームソフト・玩具・携帯電話などの販売店。
当初は日野屋玩具店（新潟市）が子会社・コングシステムズを設立して運営していたが、2005年11月に同業の明響社（大阪府豊中市・後のNESTAGE）へ事業単位で譲渡された。現在は再度日野屋玩具店が運営している。
2021年6月現在の店舗数は14店舗。店舗はHIRASEI遊TSUTAYAとの併設が多く、携帯電話のみを取扱う店舗もある。

## 沿革
- 明治中頃 - 創業者・櫻井駒七が「日野屋」の屋号で新潟県新潟市古町で小間物商を始める。
- 1946年 - 玩具取り扱いを開始。
- 1952年 - 「株式会社 日野屋玩具店」を設立。
- 1965年 - 新潟県内に直営玩具チェーン出店開始。
- 1993年 - 櫻井正夫（現会長）が社長に就任。TVゲーム専門の事業部を設立（後に「株式会社コングシステムズ」となる）。
- 1994年 - TVゲーム専門店『COMG!』を、新潟県内に2店舗同時オープン。
- 1996年 - 本社ビルを現住所に移転。携帯電話、PHSの取り扱い開始。
- 1998年 - 3月、古町本店を閉店。玩具店のCOMG!へのリニューアル完了。櫻井正夫（前社長）が会長に、櫻井道子（前常務）が社長に就任。
- 2000年 - フレームリレーを用いた新情報システム導入。
- 2001年 - 中古ソフト売買システム導入。DVD取扱開始。
- 2002年 - キャラクタートイ取り扱い開始（小針店・吉田店・新発田店）。
- 2005年 - 株式会社コングシステムズと合併。